# Sena (Spagna)
Sena è un comune spagnolo di 489 abitanti situato nella comunità autonoma dell'Aragona.